# Тулабоев, Азамжон Курбонович
Азамжон Курбонович Тулабоев (25 апреля 1984 года, Сурхандарьинская область, Узбекская ССР) — узбекский политический деятель, доктор философских наук, депутат Законодательной палаты Олий Мажлиса Республики Узбекистан IV созыва. Член Демократической партии Узбекистана «Миллий Тикланиш».

## Биография
Азамжон Тулабоев окончил Ташкентский государственный авиационный институт, Северный университет Малайзии, Технологический университет Petronas. В 2020 году избран в Законодательную палату Олий Мажлиса Республики Узбекистан IV созыва, а также назначен на должность члена Комитета по аграрным и водохозяйственным вопросам Законодательной палаты Олий Мажлиса Республики Узбекистан.